# Tics
Tics, tidigare generellt kallat spasmer, är rörelser och beteenden i gränslandet mellan avsiktliga och ofrivilliga. De är återkommande och svårkontrollerbara och kan i sina enkla former ses som muskel- eller nervryckningar, medan andra utförs med sammansatta (komplexa) rörelser.
De enkla ticsen återfinns i bland annat muskulära tics som tar sig uttryck i en upprepad rörelse, till exempel blinkningar, vickande på huvudet, tvångsrörelser med armar och ben med mera. Det brukar variera från person till person, för vissa är den hela tiden, för andra kan den vara lite då och då. Det finns även fonetiska tics i form av harklingar, smackningar eller väsningar.
Komplexa muskulära tics kan ta sig uttryck i att personen känner sig tvungen att utföra en omfattande rörelse, exempelvis vidröra vissa saker på ett särskilt sätt. Komplexa fonetiska tics innefattar bland annat upprepande av ord, mumlande av ramsor, härmningar med mera.
Tics debuterar oftast i tidiga skolår, vanligen som enkla tics, och successivt adderas även mer komplexa tics eller ljudtics. Då talar man om Tourettes syndrom. Tics finns som ett oftast övergående fenomen hos barn och personer med Tourettes syndrom, Aspergers syndrom eller hyperkinesi.
Människor med tics som ännu inte hört om fenomenet kan tolka sina rörelsemönster väldigt märkligt. Känslan av ett tics är på väg kan beskrivas som att det kliar, en känsla av att det är omöjligt att låta bli att utföra rörelsen eller ge ljudet ifrån sig. Fram mot prepuberteten kan flertalet drabbade beskriva att ticsen syftar till att ta bort eller neutralisera den obehagliga 'sensoriska' föraningen. 
Förståelsen av tics som ett beteende, om än ett mycket enkelt sådant, har lett fram till en fungerande beteendeinriktad behandling (habit reversal) som även kombineras med en kognitivt beteendeinriktad analys av hur ticsen varierar i intensitet utifrån miljön. Metoden (Comprehensive Behavioural Intervention in Tics) ses nu som den behandling som i första hand ska erbjudas, medan läkemedelsbehandling, som visserligen har bättre evidens, erbjuds i andra hand. Många patienter behöver dock båda metoderna för att få tillräcklig förbättring  
Tics bör skiljas från tvångshandlingar, som kan se snarlika ut men har andra orsaker.